# Ständiger interinstitutioneller Ausschuss
Der Ständige interinstitutionelle Ausschuss (englisch Inter-Agency Standing Committee, IASC) ist eine Organisation der Vereinten Nationen mit der Aufgabe die Koordinierung von humanitärer Hilfe, sowohl zwischen UN-Organisationen als auch Nicht-UN-Organisationen, zu verbessern.
Die Gründung des IASC wurde von der UN-Generalversammlung im Dezember 1991 durch die Resolution 46/182 („Stärkung der Koordination von humanitären Hilfseinsätzen der Vereinten Nationen“) beschlossen. Tatsächlich eingerichtet wurde der Ausschuss im Juni 1992. Im Dezember 1993 wurde die Aufgabe des IASC als primärer Koordinationsmechanismus für humanitäre Hilfseinsätze durch die Generalversammlung bestätigt (Resolution 48/57).
Unter der Führung des UN-Nothilfekoordinators entwickelt der IASC humanitäre Grundsätze, vereinbart klare Trennung der Verantwortung für verschiedene Aspekte der humanitären Hilfe, identifiziert und behandelt Lücken bei Hilfseinsätzen und berät bei der effektiven Anwendung von humanitären Richtlinien.
Gemeinsam mit dem Exekutivausschuss für humanitäre Angelegenheiten (ECHA) bildet der IASC den wichtigsten strategischen Koordinierungsmechanismus zwischen den großen humanitären Hilfsorganisationen.

## Mitglieder des Ausschusses

### Vollmitglieder
- United Nations Children’s Fund (UNICEF)
- Entwicklungsprogramm der Vereinten Nationen (UNDP)
- Ernährungs- und Landwirtschaftsorganisation der Vereinten Nationen (FAO)
- Welternährungsprogramm der Vereinten Nationen (WFP)
- Weltgesundheitsorganisation (WHO)
- Bevölkerungsfonds der Vereinten Nationen (UNFPA)
- Hoher Flüchtlingskommissar der Vereinten Nationen (UNHCR)
- Büros für die Koordination humanitärer Angelegenheiten (OCHA)

### Regelmäßige Gäste
- Internationale Komitee vom Roten Kreuz (IKRK)
- Internationale Föderation der Rotkreuz- und Rothalbmond-Gesellschaften
- Internationale Organisation für Migration
- Steering Committee for Humanitarian Response (SCHR)
- InterAction
- International Council of Voluntary Agencies (ICVA)
- Büro des Beauftragten des Generalsekretärs für die Menschenrechte Binnenvertriebener
- Amt des Hohen Kommissars für Menschenrechte (OHCHR)
- Die Weltbank

## Arbeitsweise
Wichtigstes Gremium ist die sog. IASC Working Group in der sich die Direktoren der beteiligten Programme treffen. Die Working Group trifft sich dreimal jährlich (März, Juni/Juli, November) in den Hauptquartieren eines der beteiligten Programme. Die Sitzungsorte wechseln damit zwischen New York, Genf, Rom und Nairobi. Die Leitung obliegt dem Genfer Büroleiter des Amtes für die Koordinierung humanitärer Angelegenheiten (OCHA).
Darüber hinaus können untergeordnete Arbeitsgruppen eingesetzt werden.
Das IASC betreibt ein Sekretariat in Genf, das u. a. für die Kommunikation und Koordination, sowie die Vorbereitung der Treffen verantwortlich ist.